# Musique régionale
 (mars 2025).
Si vous disposez d'ouvrages ou d'articles de référence ou si vous connaissez des sites web de qualité traitant du thème abordé ici, merci de compléter l'article en donnant les références utiles à sa vérifiabilité et en les liant à la section « Notes et références ».
Une musique régionale comprend toute musique qui n'a qu'une diffusion ou une pratique limitée à une région géographique (liée à une langue ou un groupe ethnique) donnée à l'intérieur d'un État (État, région, province, département, canton, ville) ou d'une ethnie (qui s'étend sur plusieurs États éventuellement).

## Description
Du fait de ce caractère, ces musiques sont souvent traditionnelles ou folkloriques, parfois populaires, rarement savantes. Elles peuvent être étonnamment riches et il ne faut pas y voir une musique de second ordre. Il arrive qu'une musique régionale soit plus importante ou plus connue qu'une musique nationale. Bien souvent elle est aussi le vecteur d'une identité culturelle spécifique.
Ces musiques peuvent varier par leurs formations, leurs instrumentations, leurs utilisations, leurs styles, leurs implantations, etc. Elles peuvent aller à l'encontre d'un type de musique nationale en adoptant une instrumentation ou un répertoire inédit.